# Saladillo (Tarija)
Saladillo es una localidad ubicada al sur de Bolivia, ubicada en el municipio de Caraparí de la provincia del Gran Chaco en el departamento de Tarija.

## Historia
Saladillo fue fundada el 19 de octubre de 1880, siendo sus primeros pobladores las familias Galarza, Barroso, Mafflu, Guzmán y Burgos.
Su primera escuela fue fundada con el nombre de Ortencia León, siendo el nombre de la misma profesora.

## Transporte
Saladillo se ubica a 225 kilómetros por carretera al este de Tarija, la capital del departamento.
La carretera Ruta 29 pasa por Saladillo y se dirige al norte hasta Palos Blancos, donde se encuentra con la Ruta 11. Este conduce 173 kilómetros al oeste y se encuentra con la Ruta 1 ocho kilómetros antes de Tarija, desde donde cruza todo el Altiplano hacia el norte.
En dirección sureste, la Ruta 29 conduce por Caraparí hasta la localidad de Campo Pajoso, a 50 km de distancia, donde se encuentra con la carretera Ruta 9.
Desde Caraparí, a 27 kilómetros de distancia, la Ruta 33 recorre 169 km hasta Bermejo, en la frontera con Argentina, y desde allí conecta con las ciudades del norte de Argentina.